# Părinte nerezident
Părintele nerezident  (non-residential parent)  este acel părinte care deși a primit custodia asupra minorilor, deci este părinte custodian, a primit dreptul de a găzdui minorii pentru perioade semnificativ mai mici de timp decât celălalt părinte În general acest părinte are dreptul de a păstra legăturile personal cu minorul prin intermediul telefonului sau al altor mijloace de comunicare și de asemenea are stabilit un program de legături personale care îi permite fie să viziteze pe copil la domiciliul părintelui rezident, fie chiar să găzduiască minorii la domiciliul său, pentru anumite perioade de timp determinate, în general un sfârșit de săptămână din două și jumătate din vacanțele școlare ale minorilor. Chiar și în absența unei hotărâri judecătorești dacă prin înțelegerea părinților un copil petrece majoritar timpul la unul dintre părinți acesta este numit părinte rezident iar celălalt este numit părinte nerezident.

## Noțiunea de părinte (ne)rezident conform noului Cod Civil
Conform noului Cod Civil odată cu pronunțarea divorțului, instanța trebuie să se pronunțe în mod explicit cu privire la locuința minorului după divorț alegând, în general, între unul dintre cei doi părinți. Astfel părintele cu care copilul va locui majoritatea timpului (locuire statornică) se va numi părinte rezident în timp ce părintele care va găzdui copilul la domiciliul său o perioadă mai mică de timp se va numi părinte nerezident.  Există și situații excepționale în care instanța poate stabili domiciliul copiilor la o terță persoană (de exemplu la bunici). În această situație ambii părinți sunt părinți nerezidenți.

## Diferența între noțiunile de părintele (ne)rezident și cele de părinte (ne)custodian

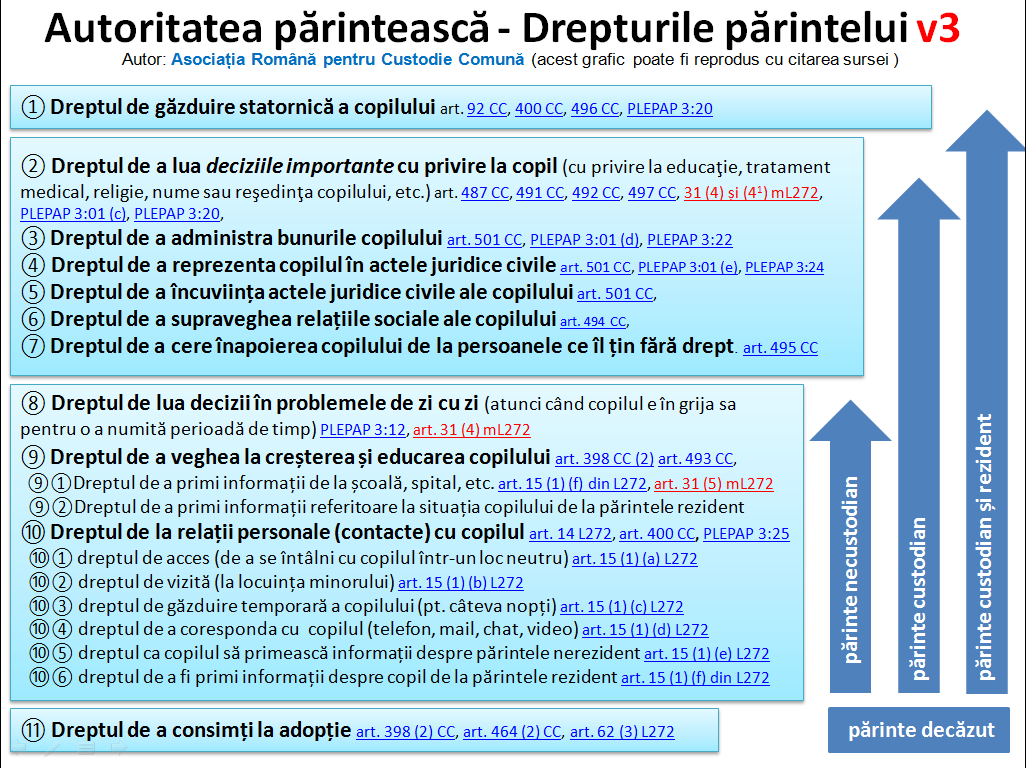
Sistemul drepturilor părintești

Noțiunile de părinte rezident și respectiv părinte părinte nerezident pot înlocui pe cele de părinte custodian și părinte necustodian acolo unde instanța acordă custodie comună ambilor părinți. De asemenea noțiunea se poate aplica părinților separați dar care nu au apelat la instanță pentru clarificarea încredințării minorului.  În România, custodia comună va fi regula odată cu intrarea în vigoare a prevederilor noului Cod Civil al României. Deoarece în majoritatea cazurilor ambii părinți rămân părinți custodieni literatura de specialitate din străinătate a introdus noțiunile de părinte rezident (cel cu care minorul locuiește în mod statornic) și părinte nerezident. Aceste patru noțiuni pot totuși coexista, deoarece chiar și după intrarea în vigoare a noului Cod Civil, vor fi situații în care anumiți părinți vor avea aranjamente de tip custodie unică în timp ce alți părinți vor avea aranjamente de tip custodie comună. Se pot întâlni deci situații în care un părinte este părinte custodian și, în același timp, părinte rezident sau situații în care un părinte este părinte nerezident dar în același timp părinte custodian, etc.